# Träbron vid Essing

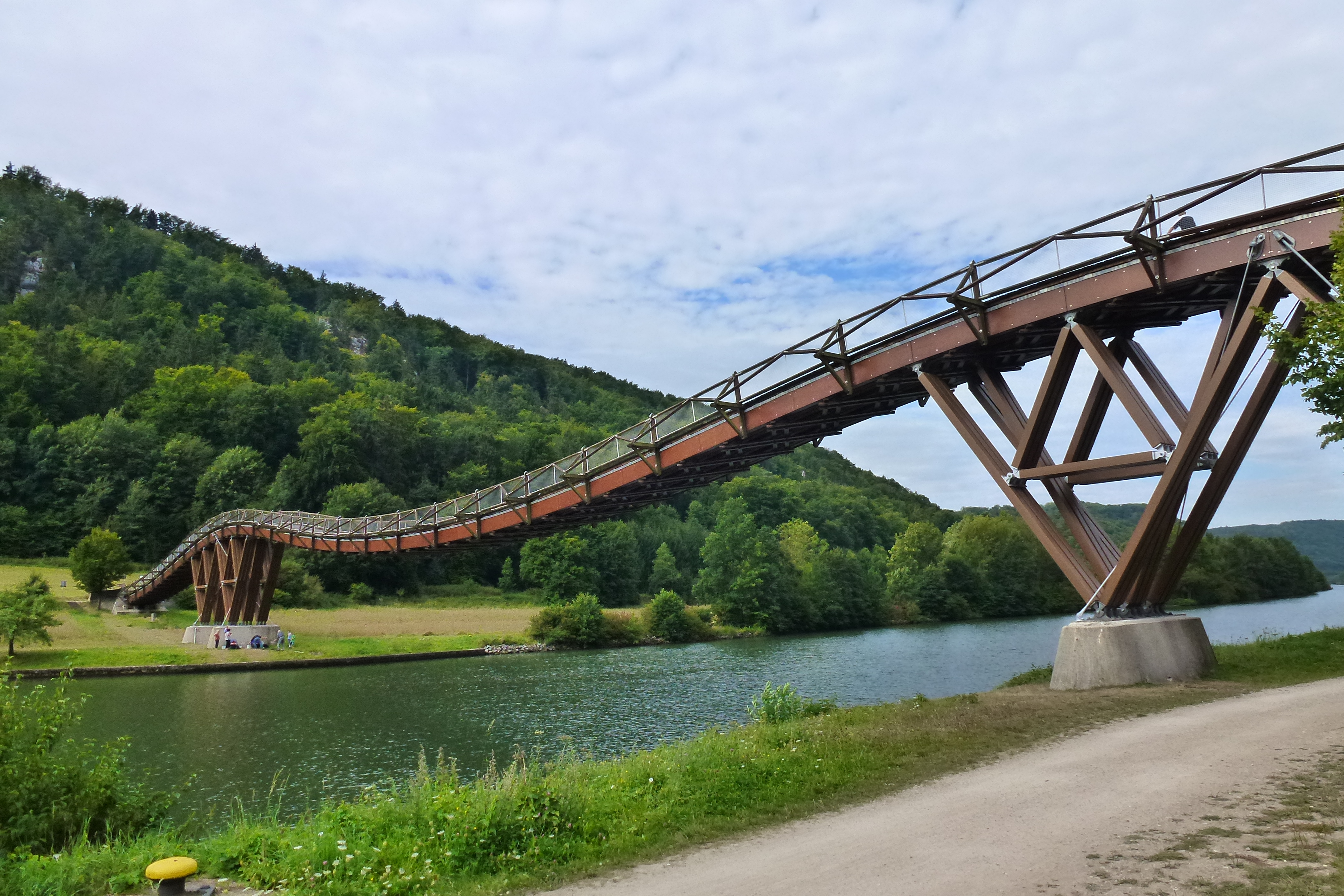
Vy från sidan

Träbron vid Essing är en spännbandsbro, som är en utvecklad variant av en hängbro. Den ligger vid Essing i den tyska regionen Kelheim och fungerar som en gång- och cykelbro över Main-Donau-kanalen. Bron är uppbyggd med spännelement av limträ och är nästan 190 meter lång. Den tog sju år att planera och konstruera och ett år att bygga. Den stod färdig 1986 och var den längsta träbron i Europa fram till 2006, då bron Drachenschwanz i Ronneburg invigdes.

## Beskrivning
Träbron går över kanalfloden Altmühl i Main-Donau-kanalen och är främst avsedd som en gång- och cykelbro, men kan i nödfall även användas av motorfordon. Brons böljande form kan sägas vara inspirerad av landskapet runt Altmühl. Brons utformning är gjord av ingenjörsfirman Richard John Dietrich och de statiska beräkningarna gjordes av Heinz Brüninghoff och det tekniska universitetet i München, som bland annat utförde modelltester i en vindtunnel.
Kanalbron ligger 353 meter över havet och har i den mittre farleden en segelfri höjd på 7,0 meter vid kanalens ordinarie högsta vattennivå. Exklusive stöden för räckena är bron 3,4 meter bred, med en vägbana på 3,1 meter. Bron är 189,91 meter lång, den längsta enskilda spännvidden är 74 meter och de andra avsnitten är 31, 32 respektive 35 meter långa. I början på 2000-talet fick bron åtgärdas efter att ha fått fuktrelaterade svampangrepp.

## Konstruktion
Den större delen av brons struktur bärs upp av nio parallella 190 meter långa limträbalkar och de två stödpelarna bär endast upp cirka 10 procent av de aktiva krafterna. Bron är dimensionerad för att klara en belastning på 500 kg per kvadratmeter. Limträbalkarna är 22 x 65 centimeter tjocka och upp till 40 meter långa. Balkarna prefabricerades i sektioner och sammanfogades sedan med fingerskarvar till den sammanhängande brolängden.
De bärande banden stöds av den övergripande konstruktionen med bland annat en underliggande fackverkskonstruktion som ökar brons vridstyvhet. De triangulära stöden ansluter till förstärkningar upp till brons sidoräcke, som även de är gjorda av limträ i gran. Den totala mängden trä som använts i konstruktionen uppgår till 400 kubikmeter och bron kostade cirka 3,6 miljoner euro att bygga.

## Galleri

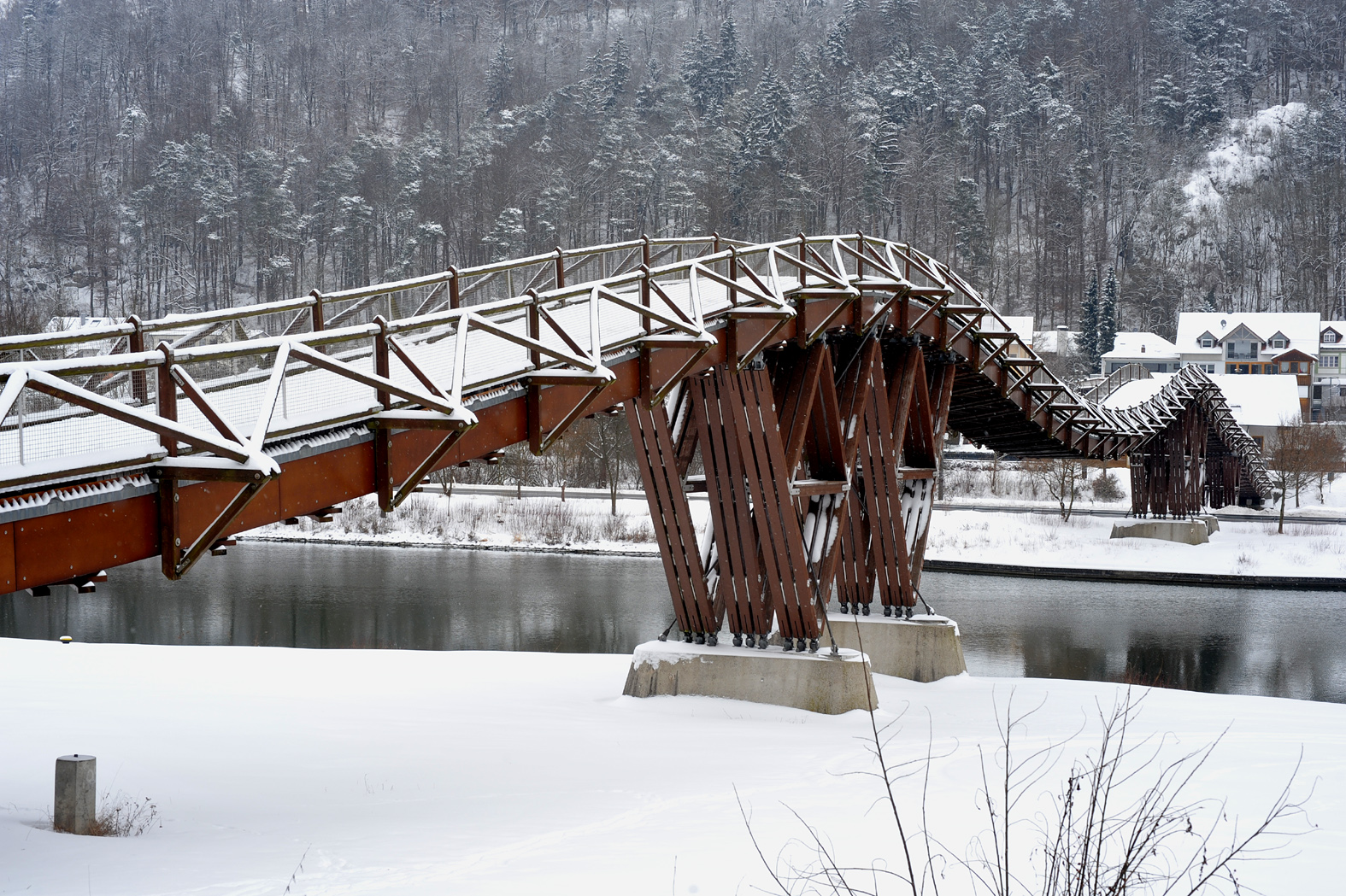
vintervy 2010
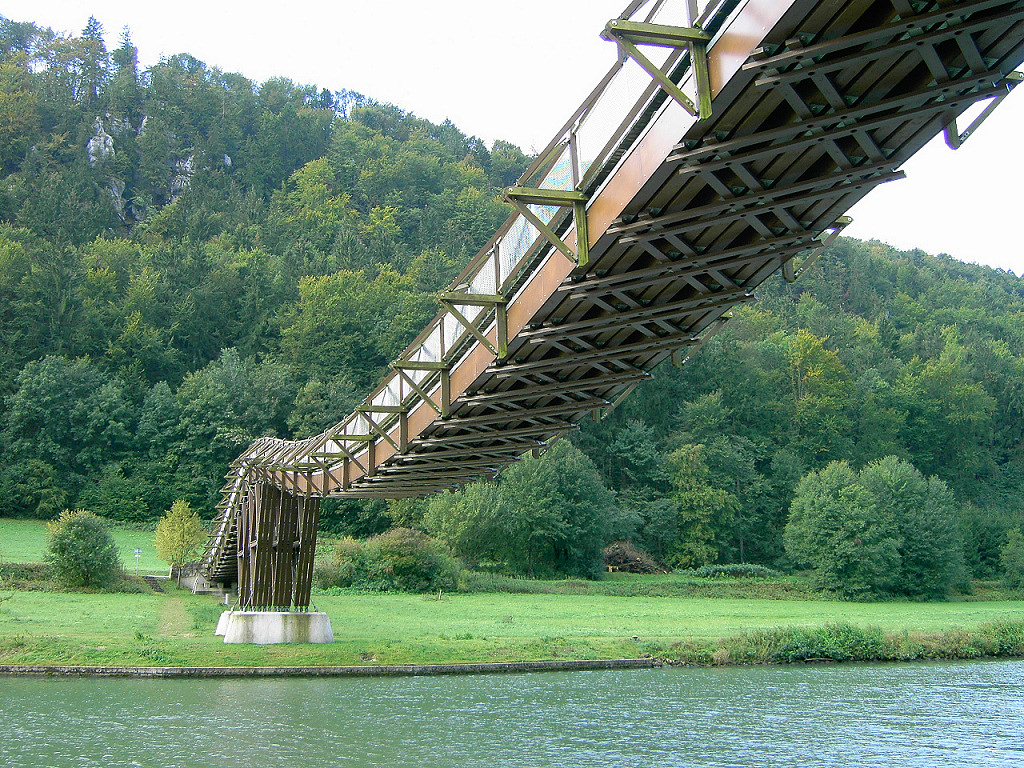
vy från sidan
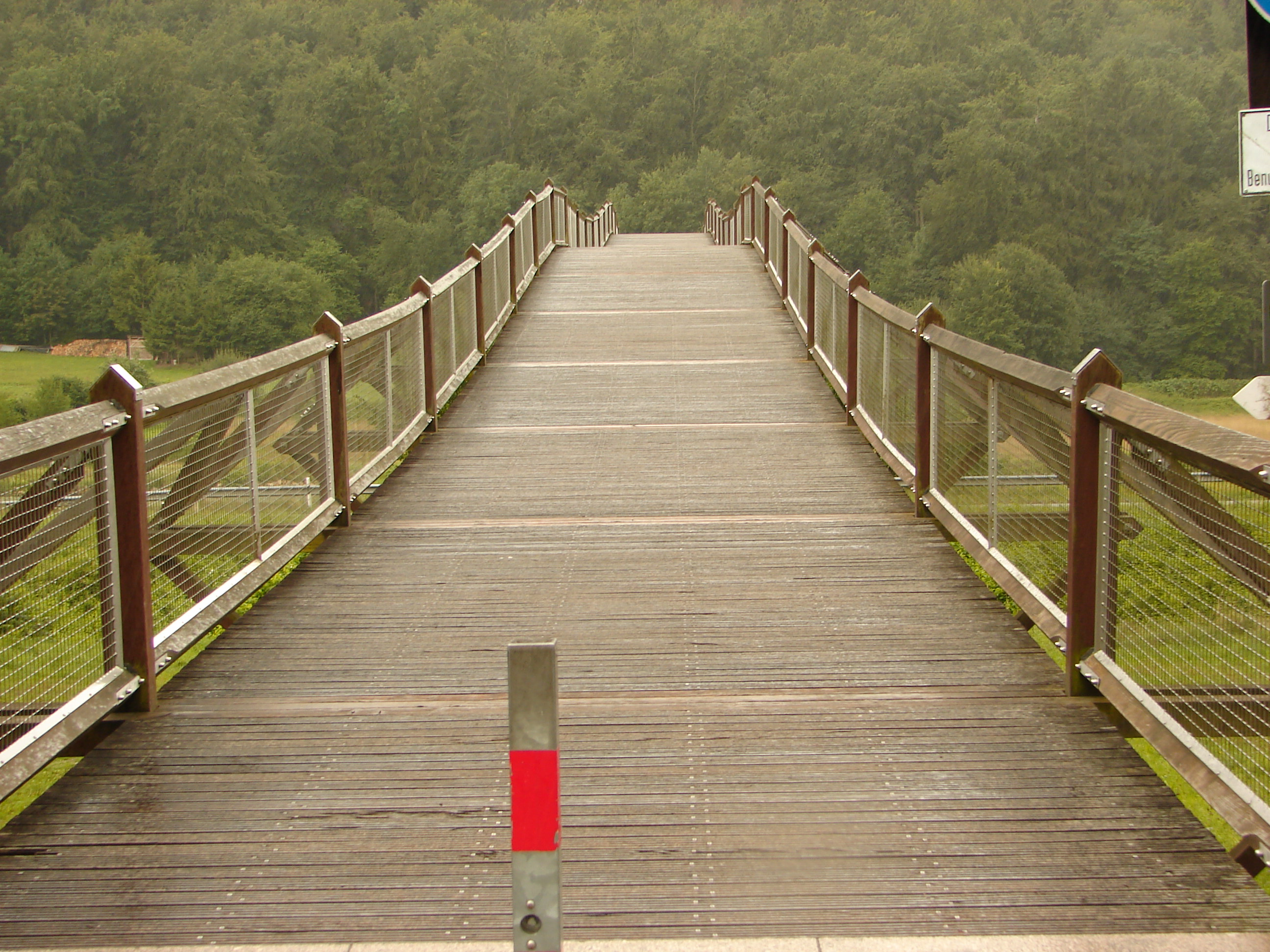
3,1 meter bred vägbana